# Witbooi

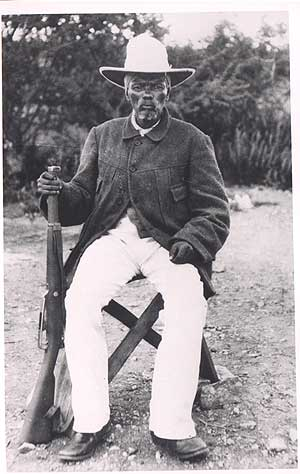
Il capo dei Witbooi Hendrik Witbooi, circa 1900. Il fazzoletto bianco annodato attorno al copricapo serve per contraddistinguersi da altri clan Nama.

I Witbooi, anche chiamati IKhowesin in lingua Nama, appartengono alla tribù Orlam, che a sua volta è una sottotribù dei Nama (spesso anche denigratamente chiamati Hottentot dai colonizzatori). Similmente ad altri nativi africani, anche ai Witbooi fu insegnato a leggere, a scrivere, a usare alcune armi e gli furono impartite conoscenze agricole dagli olandesi. Witbooi significa "ragazzo bianco" a differenza di un clan Nama, gli Swartbooi, ovvero "ragazzo nero". Il termine "Booi" (dall'inglese ragazzo), adattato a quel preciso contesto storico, voleva avere una chiara connotazione dispregiativa, inteso come servo o servitore.
Un mito popolare della storia pre-coloniale della Namibia è caratterizzato da continue guerre tribali tra gruppi etnici ostili, a cui finalmente pose fine l'arrivo della forza colonizzatrice, in questo caso la Germania. Questa è la versione più diffusa nel secolo scorso e attestata da Heinrich Vedder nella sua opera monumentale, South West Africa in Early Times. La realtà è molto più complessa, considerando che la Namibia pre-coloniale subiva già delle influenze indirette dal Sud Africa, dove i colonizzatori spinsero la popolazione locale nei pressi del fiume Orange, principale insediamento dei Witbooi.

## Storia
Nel 1780, a Pella, a sud del fiume Orange, nacque il capo Kido Witbooi, che nutrì rapporti molto stretti con i vicini Orlam, in particolare con il figlio del loro capitano Jonker Afrikaner. I due si promisero reciprocamente di prendersi cura della gente dell'altro se uno dei due non fosse riuscito a trovare un successore adatto dopo la morte.
I Witbooi emigrarono nell'Africa sud-occidentale intorno al 1850 e si sottomisero al diritto di impartire ordini dal capo capitano della Nazione Rossa con base a Hoachanas. Dopo 13 anni di vagabondaggio, nel 1863, i Witbooi trovarono un luogo di residenza permanente vicino a Gibeon (nella regione di Karas, circa 60 km a sud di Mariental). Lì però Kido Witbooi dovette combattere diversi attacchi dei Nama, sotto il comando di Oasib. Dopo la morte di Oasib i combattimenti cessarono con la pace di Hoachans nel dicembre 1867, che sancì la fine del dominio dei Nama sulle tribù Orlam.
La guida del Capitano Kido Witbooi fu tramandata nel 1875 a suo figlio Moses Witbooi e dopo la sua morte violenta nel 1888, a suo nipote Hendrik Witbooi. La prima battaglia di Witbooi ebbe luogo contro le Schutztruppe a Hornkranz nel 1893. Dopo una rivolta senza successo contro il dominio coloniale tedesco (Deutsch-Südwestafrika), Hendrik Witbooi concluse un patto di pace e protezione con il potere coloniale tedesco nel 1894, nel quale si impegnò anche a sostenere attivamente la forza colonizzatrice. In linea con questo obbligo, i Witbooi combatterono contro gli Herero dalla parte tedesca nella battaglia di Waterberg nel 1904, che segnò il declino degli Herero e diede il via a innumerevoli atrocità verso questo popolo, tanto che in Namibia sono ancora molti i gruppi che pretendono i risarcimenti per i crimini contro l'umanità (genocidio) commessi nei confronti dei loro avi. Fu solo dopo le crudeltà emerse che i Witbooi si allontanarono dai tedeschi e a loro volta iniziarono la rivolta contro il potere coloniale tedesco che divenne noto come la guerra di Nama nell'ottobre 1904. Molte di queste informazioni sono riscontrabili negli scritti dello stesso Hendrik Witbooi, oggi conservati nel National Archives of Namibia.
Durante la guerra dei Nama i Witbooi registrarono pesanti perdite, e anche Hendrik Witbooi rimase ucciso nel 1905. Il conflitto venne portato avanti dal suo successore, Jakobus Morenga, Simon Kooper, capitano Nama, così come dal figlio di Hendrik Witboois, Isaak Witbooi. Dovettero deporre le armi nel dicembre 1905 anche se Morenga e Kooper continuarono la resistenza fino alla loro morte nel 1907 e 1908. Molti dei Witbooi catturati furono deportati nell'Africa orientale tedesca in campi di lavoro, dove molti morirono. Solo dopo proteste internazionali poterono tornare nel Südwestafrika nel 1913. I loro discendenti vivono ancora vicino alla loro area tribale originale vicino a Gibeon.